# Il serpente
Il serpente (Le Serpent) è un film del 1973 diretto da Henri Verneuil, con Yul Brynner, Henry Fonda, Virna Lisi, Elga Andersen e Philippe Noiret.
La storia del film è tratta dal romanzo spionistico di Pierre Nord: Le 13émé Suicidé.

## Trama
Alexei Vlassov, colonnello dell'Unione Sovietica e diplomatico in Francia, deve rientrare a Mosca insieme alla moglie. All'aeroporto riesce a sfuggire al controllo degli agenti sovietici infilandosi di sorpresa nei locali della polizia aeroportuale. I francesi, a cui chiede asilo politico, cercano di avere un tornaconto chiedendogli delle informazioni, ma Vlassov vuole essere consegnato subito agli americani che vengono presto a prelevarlo.
Preso in custodia da Allan Davies, direttore della CIA, Vlassov fornisce una serie di nominativi di spie occidentali che fanno il doppio gioco. Fa il nome di due alti funzionari tedeschi: il primo viene trovato presumibilmente suicida, il secondo viene affogato da due uomini rana. Gli omicidi-suicidi si susseguono.
Due appartenenti al servizio segreto britannico fuggono in URSS, messi in allarme da qualcuno. In Francia, si sospetta che il traditore sia Lucien Berthon. Nasce così l'affare Berthon.
In verità, il vero traditore è il numero due dell'Intelligence Service, Philip Boyle. Durante un incontro segreto che ha con Berthon, Boyle ammette di essere al servizio dell'Unione Sovietica ormai da trent'anni. È riuscito comunque a gettare la colpa sul francese al quale offre un passaporto falso per fuggire in URSS. Anche se rischia la galera se resta in Francia, Berthon rifiuta la proposta. Boyle, allora, gli fa sparare mentre l'altro se ne va via in auto, provocandogli un grave incidente.
Intanto alla Cia, Davies ha un ultimo incontro con Vlassov. Il russo viene a conoscenza delle defezioni dei due inglesi e si meraviglia, dato che nei suoi elenchi non c'erano spie britanniche. Ma Davies gli confessa che è stato lui a inserire i loro nomi: erano due agenti di cui lui sospettava da tempo. Ma, senza prove, non poteva fare niente per accusarli. Così aveva approfittato di Vlassov, aggiungendo quei nomi ai suoi. E a ragione, vista la loro fuga.
Davies, poi, mette il russo davanti a una foto che lo ritrae insieme a Boyle. Una foto che Boyle stesso aveva presentato agli americani ai quali aveva parlato per primo dell'eventuale possibilità di reclutare Vlassov, conosciuto - a suo dire - in Turchia. Davies dimostra che l'Ararat, il monte che appare sullo sfondo della foto, è stato ripreso dalla parte armena (cioè sovietica) e non da quella turca.
Sul confine tra la zona sovietica e quella della Germania Ovest si svolge uno scambio: Davies ha invitato ad accompagnarlo anche Berthon, convalescente delle ferite riportate durante l'incidente. I due uomini assistono insieme all'arrivo di Vlassov che viene scambiato con un pilota statunitense catturato dai russi.

## Produzione
Il film fu prodotto da Les Films de la Boétie, Euro International Film (EIA) e Rialto Film.

## Distribuzione
Distribuito dalla Cinema International Corporation (CIC), uscì nelle sale cinematografiche francesi il 7 aprile 1973, in Germania Ovest il 13 aprile, in Svezia il 29 settembre. Negli USA, venne distribuito dall'AVCO Embassy Pictures nel novembre 1973 con il titolo The Serpent.